# Moghola

Moghola (titre français : Les Mongols) est un film iranien de 1973 du réalisateur Parviz Kimiavi, aidé par Abbas Nalbandian pour les dialogues.

## Synopsis
Un réalisateur prépare à la fois une émission sur l'histoire du cinéma et son premier film. Son épouse prépare une thèse sur l’attaque mongole de la Perse. Il est envoyé dans le désert pour gérer une chaîne de télévision et tente de gérer ces différents projets.
La première scène commence sur une troupe d'acteurs turkmènes, qu'il prépare à jouer les figurants mongols…